# Thelypteris iguapensis
Thelypteris iguapensis là một loài thực vật có mạch trong họ Thelypteridaceae. Loài này được (C. Chr.) Salino mô tả khoa học đầu tiên năm 2002.